# Sharon Petzold
Sharon Elizabeth Petzold (* 10. Oktober 1971 in Lawrence, Massachusetts) ist eine ehemalige US-amerikanische Freestyle-Skierin. Sie war auf die nicht mehr ausgetragene Disziplin Ballett (Acro) spezialisiert. In dieser Disziplin wurde sie 1993 Vizeweltmeisterin und gewann zwei Einzelwettkämpfe im Weltcup.

## Biografie
Sharon Petzold stammt aus Andover, Massachusetts, und wuchs mit zwei Schwestern auf. Sie begann in Sugarloaf mit dem Skifahren und machte 1989 ihren Highschool-Abschluss an der Carrabassett Valley Academy. Ihre jüngere Schwester Brenda Petzold war ebenfalls als Freestyle-Skierin aktiv und auf die Disziplin Aerials (Springen) spezialisiert.
Petzold gab ihr Debüt im Freestyle-Skiing-Weltcup im Januar 1991 in Breckenridge und belegte Rang 20. Nur drei Wochen später nahm sie an den Weltmeisterschaften in Lake Placid teil, verpasste mit Rang 15 aber das Ballettfinale. Gegen Saisonende erreichte sie erste Spitzenplatzierungen im Weltcup, darunter Rang drei in Skole. 1991/92 gehörte Petzold zur absoluten Weltspitze und belegte sechs zweite Plätze hinter der Schweizerin Conny Kissling. Beim Demonstrationswettbewerb im Rahmen der Olympischen Spiele von Albertville gewann sie die Bronzemedaille. Nach Rang zwei in der Disziplinenwertung wurde sie am Ende des Winters auch noch US-amerikanische Meisterin. Im Januar 1993 feierte Petzold in Lake Placid ihren ersten Weltcupsieg und reiste als Mitfavoritin zu den Weltmeisterschaften in Altenmarkt-Zauchensee. Dort musste sie sich ihrer Landsfrau und Titelverteidigerin Ellen Breen geschlagen geben und holte Silber. In der Weltcup-Disziplinenwertung belegte sie nach einem weiteren Sieg hinter Breen erneut den zweiten Rang und beendete danach ihre Karriere.

## Erfolge

### Olympische Spiele
- Albertville 1992: 3. Ballett (Demonstrationswettbewerb)

### Weltmeisterschaften
- Lake Placid 1991: 15. Ballett
- Altenmarkt-Zauchensee 1993: 2. Ballett

### Weltcupwertungen
| Saison  | Gesamt | Gesamt | Ballett | Ballett |
| Saison  | Platz  | Punkte | Platz   | Punkte  |
| ------- | ------ | ------ | ------- | ------- |
| 1990/91 | 28.    | 5      | 8.      | 49      |
| 1991/92 | 6.     | 11     | 2.      | 86      |
| 1992/93 | 9.     | 94     | 2.      | 756     |

### Weltcupsiege
Petzold errang im Weltcup 16 Podestplätze, davon 2 Siege:
| Datum            | Ort         | Land    | Disziplin |
| ---------------- | ----------- | ------- | --------- |
| 21. Januar 1993  | Lake Placid | USA     | Ballett   |
| 11. Februar 1993 | Gstaad      | Schweiz | Ballett   |

### Weitere Erfolge
- US-amerikanische Meisterin im Skiballett 1992
- Ann Hansen Award 1992[4]